# Häljerödsjön
Häljerödsjön är en sjö i Uddevalla kommun i Bohuslän och ingår i Göta älv-Bäveåns kustområde. Sjön är 5,5 meter djup, har en yta på 0,264 kvadratkilometer och är belägen 59,1 meter över havet. Sjön avvattnas av vattendraget Restebäcken. Vid provfiske har abborre, gädda, mört och sutare fångats i sjön.

## Delavrinningsområde
Häljerödsjön ingår i det delavrinningsområde (646710-127260) som SMHI kallar för Mynnar i havet. Medelhöjden är 80 meter över havet och ytan är 16,56 kvadratkilometer. Det finns inga avrinningsområden uppströms utan avrinningsområdet är högsta punkten. Avrinningsområdets utflöde Restebäcken mynnar i havet. Avrinningsområdet består mestadels av skog (56 procent), öppen mark (13 procent) och jordbruk (24 procent). Avrinningsområdet har 0,44 kvadratkilometer vattenytor vilket ger det en sjöprocent på 0,7 procent. Bebyggelsen i området täcker en yta av 2,01 kvadratkilometer eller 3 procent av avrinningsområdet.